# شيموس دين
شيموس دين (بالإنجليزية: Seamus Deane)‏ وهو شاعر وروائي وناقد إيرلندي ولد سنة 1940 في ديري في أيرلندا الشمالية من عائلة كاثوليكية قومية. تخرج من كلية سانت كولمب وحصل على الدكتوراه من جامعة كامبريدج